# Азеведу, Роберту
Робе́рту Карва́лью ди Азеве́ду (порт. Roberto Carvalho de Azevêdo; род. 3 октября 1957, Салвадор, Бразилия) — бразильский дипломат, бывший генеральный директор Всемирной торговой организации (с 2013 по 2020 год).

## Биография
Окончил Университет Бразилиа по специальности инженер-электротехник, позже — дипломатический факультет Института Риу-Бранку. Читал лекции по международной экономике, является автором многих научных статей.
Родным языком Роберту Азеведу является португальский. Также он свободно говорит на трех официальных языках ВТО: английском, французском и испанском.
В 1984 году поступил на дипломатическую службу. В 1988—1991 годах работал в посольстве Бразилии в Вашингтоне (США), в 1992—1994 годах в посольстве Бразилии в Монтевидео (Уругвай).
В 1995—1996 годах занимал должность заместителя начальника штаба по экономическим вопросам при министре иностранных дел Бразилии.
В 1997—2001 годах работал в Постоянном представительстве Бразилии в Женеве.
В 2001—2005 годах был начальником отдела по урегулированию торговых споров.
В 2005—2006 годах занимал должность директора департамента по экономическим вопросам.
В 2006—2008 годах был заместителем министра иностранных дел Бразилии по экономическим и технологическим вопросам. В этом качестве контролировал торговую деятельность и переговоры экономического объединения Меркосур, а также соглашения и торговые переговоры с другими странами за пределами Латинской Америки.
С 2008 года является постоянным представителем Бразилии в ВТО и других международных экономических организациях в Женеве. Роберту Азеведу представляет Бразилию в Всемирной организации интеллектуальной собственности (ВОИС), Конференции ООН по торговле и развитию (ЮНКТАД) и Международном союзе электросвязи (МСЭ).
Является членом Международного консультативного комитета по хлопку, Комитета по торговле Организации экономического сотрудничества и развития (ОЭСР).
Азеведу участвовал, в разных качествах, практически во всех конференциях министров ВТО, выполняя обязанности старшего официального лица Бразилии.
28 декабря 2012 он был официально выдвинут в качестве одного из кандидатов на пост главы ВТО.
7 мая 2013 был избран главой ВТО, приступил к обязанностям с 1 сентября 2013 года.
31 августа 2020 года досрочно оставил пост генерального директора ВТО.
Роберту Азеведу женат, у него две дочери.

## Награды
- Орден Достык 2 степени (Казахстан, 2016)[4]